# Tricholoma sciodes
Tricholoma sciodes (Pers.) C. Martín è un fungo basidiomicete della famiglia Tricholomataceae.

## Descrizione

### Cappello
3–7 cm di diametro, privo di rigature o striature, prima campanulato-conico poi convesso ed infine piano, con prominente umbone ottuso; margine prima involuto, disteso ed eccedente a maturità; superficie glabra, asciutta, feltrata, con tonalità grigie che variano a seconda dell'umidità.

### Lamelle
Lamelle fitte, fragili, smarginate con dentino, bombate, con lamellule di varia lunghezza, di colore grigio-biancastro con taglio nero.

### Gambo
Gambo cilindrico, fibrilloso, prima pieno e poi fistoloso, furforaceo alla sommità; colore bianco o bianco-grigiastro.

### Carne
Carne elastica, bianca, grigiastra nello strato più esterno, con sfumature rosacee negli esemplari adulti.
- Odore: sgradevole, rafanoide e terroso.
- Sapore: inizialmente amaro, poi acre.[2]

## Distribuzione e habitat
Fungo comune nei boschi di faggio, gregario. Fruttifica dalla fine dell'estate fino all'autunno.

## Commestibilità
Se ingerito provoca irritazioni gastrointestinali dopo 4 ore (o meno) dall'assunzione.

## Tassonomia

### Sinonimi e binomi obsoleti
- Agaricus myomyces ? sciodes Pers., Syn. meth. fung. (Göttingen) 2: 346 (1801)
- Tricholoma sciodes (Pers.) C. Martín, Add. Lichenogr. Antill.: 51 (1919) var. sciodes
- Tricholoma virgatum var. sciodes (Pers.) Konrad, Bull. trimest. Soc. mycol. Fr. 45: 53 (1929)
- Tricholoma murinaceum sensu Cooke, auct.; fide Checklist of Basidiomycota of Great Britain and Ireland (2005)
- Agaricus murinaceus sensu Cooke, auct.; fide Checklist of Basidiomycota of Great Britain and Ireland (2005)
- Tricholoma sciodes var. virgatoides Bon, Docums Mycol. 4(no. 14): 103 (1974)
- Tricholoma sciodellum P.D. Orton, Kew Bull. 54(3): 709 (1999)[3]

### Specie simili
- Tricholoma bresadolanum, si distingue da T. sciodes per la maggiore rarità, per le sfumature di rosa alla base del gambo, per la maggiore robustezza e per la presenza di squame piuttosto pronunciate sul gambo e sul pileo.
- Tricholoma virgatum, ha la cuticola più scura e cresce sotto le conifere.[2]